# Hendrick Theyanoguin
Hendrick Theyanoguin (28 mars 1692 – 8 septembre 1755), dont le nom a plusieurs variantes orthographiques, est un important chef mohawk.

## Biographie
Membre du Clan de l'ours, il réside à Canajoharie ou Upper Mohawk Castle dans la Province de New York. Il est un orateur pour le Conseil des Mohawks. Hendrick forme une alliance étroite avec William Johnson, surintendant des affaires indiennes en Amérique du Nord. Il est tué à la bataille du lac George.

## Confusion
Jusqu'à la fin du XXe siècle, il y eut confusion avec un chef Mohawk plus ancien, étant donné le même prénom lors du baptême, Hendrick Tejonihokarawa (en) (également connu sous le nom de Hendrick Peters) (c. 1660 – c. 1735). Ce dernier était membre du Clan du loup (une différence importante, comme en témoigne l'historienne Barbara Silvertsen) et basé à Tiononderoge, plus près de la base anglaise à Albany (New York). Il fut un des « quatre rois indiens » qui ont visité l'Angleterre et la Reine Anne en 1710. Les Anglais construisent le Fort Hunter (aujourd'hui Guilderland) en Tionondaga en 1711 avec une mission anglicane. Le village Mohawk est christianisé au début de XVIIIe siècle.